# スポーツ業界
スポーツ業界（スポーツぎょうかい）とは、スポーツ及びスポーツ用品の製造、販売、利用、整備に関連したビジネスを組み合わせた業界のこと。スポーツビジネス業界や、スポーツマーケティング業界とも呼ばれる。
スター選手やスポーツイベントは、社会的な問題から人々の注目を得る効果があることから、スポーツは、ミクロ・マクロレベルで個人のアイデンティティ形成に有効な影響があるとされ、マスメディアや政治的活動とも親密な協力関係にある。